# Кайназар (Жамбильський район)
Кайназа́р (каз. Қайназар) — село у складі Жамбильського району Алматинської області Казахстану. Входить до складу Карасуського сільського округу.
Населення — 7303 особи (2021; 1241 у 2009, 569 у 1999, 70 у 1989).